# Кягитхане
Кягитхане (тур. Kâğıthane) — район Стамбула, Туреччина. 
Раніше район робітничого класу став одним із найбільших районів розбудови у місті. 
Район розташований на фракійській стороні і простягається над берегами Джендере, потоку, що впадає в Золотий Ріг. 
Кягитхане межує з районами Сариєр, Еюп, Шишлі, Бешикташ і Бейоглу. 
Кагитхане був частиною Бейоглу до 1954 р і частиною Шишлі 1954 — 1987 рр.

## Історія
За часів Сулеймана Пишного Кагитхане, який називали «Садабад», був великою лісистою територією, яку османський двір часто відвідував для полювання, верхової їзди та інших видів кінного спорту. 
У наступні століття Садабад став центром відпочинку з його чистими водами, полями тюльпанів, набережними та святами. 
Є багато гравюр і картин, що зображують зібрання в Садабаді, наприклад, весілля чи пікніки. 
Пізніше, в 17-18 століттях, тут були побудовані особняки та літні палаци.
В 19 і на початку 20 століть стратегічно та логістично добре розташовану територію перетворили на зону промисловості. 
де були побудовані, серед іншого, борошномельні та паперові фабрики. 
Район був названий на честь цих паперових фабрик і отримав назву «Kâğıt hane» (паперовий будинок). 
Заселення Кагитхане починалося як нелегальні нетрі з 1950-х років, коли місто приймало тисячі мігрантів з Анатолії, які приїжджали працювати на фабрики, будівельні майданчики або в сектор послуг. 
З плином часу незаконні поселення були узаконені і поступово замінені на житлову забудову.

## Метростанції
- 4. Левент
- Чаглаян
- Кягитхане
- Нуртепе